# Teatro Kursaal
Teatro Kursaal was een theater gelegen in het Zwitserse Lugano. In 1956 vond hier het eerste Eurovisiesongfestival plaats. Het Teatro Kursaal werd afgebroken in 2001 en is er een casino gebouwd.